# Xã Newton, Quận Miami, Ohio
Xã Newton (tiếng Anh: Newton Township) là một xã thuộc quận Miami, tiểu bang Ohio, Hoa Kỳ. Năm 2010, dân số của xã này là 3.399 người.